# 조선민주주의인민공화국의 기후

조선민주주의인민공화국 내에서의 쾨펜의 기후 구분의 분포도이다. 1981년에서 2016년 사이의 기간을 근거하여 산출된다.거의 모든 지역이 냉대 기후이며, 대체적으로 보면 황해북도, 황해남도, 평안남도, 평안북도, 자강도 일부, 강원도일부, 함경남도 일부, 함경북도 동해 연안과 북부 지역은 대부분 Dwa가 있고 강원도, 함경남도 동해안 지역 일부는 Dfa가 있다.강원도, 함경남도 일부 지역은 Dfb가 있으며 북동부 산지 지역은 Dwb가 있고, 개마고원 등 북동 산지 지역 중 해발고도 2,000m 이상인 지역은 Dwc가 있어 아극 기후가 나타난다. 그리고 백두산 등 매우 높은 지역은 아예 ET(툰드라 기후)를 띈다.

조선민주주의인민공화국의 기후는 대부분 냉대 기후를 띄는데, 냉대 지역에서는 냉대 동계 소우 기후, 냉대 습윤 기후가 나타난다.대부분의 평지대에서는 Dwa,Dfa,Dwb,Dfb를 띄며,서부 지역에서는 대부분 냉대 동계 소우 기후,동부 지역에서도 원산만 근처와 함경북도에서는 냉대 동계 소우 기후를 띄지만,강원도 남부와 함경도 일부에서는 동해와 개마고원의 지형적인 영향을 받아 냉대 습윤 기후가 나타난다. 개마고원 등 고지대에서는 기후가 Dwc를 띈 아극 기후를 가지고 있는 지역도 있고, 백두산 근처의 높은 지대에서는 아예 ET(툰드라 기후)를 띈다.